# 손석한
손석한(1968년 ~ )은 대한민국의 의사(의학박사) 겸 교육 평론가이다.

## 학력 및 경력
- 연세대학교 의과대학 학사
- 연세대학교 의과대학 석사
- 연세대학교 의과대학 박사
- 세브란스병원 정신건강의학과 전문의
- 강북삼성병원 소아청소년정신과 전임의
- 한림대학교성심병원 소아청소년정신과 전임의
- 한국편집기자협회 자문의
- 영등포종합사회복지관 아동가족 상담센터 자문의
- 대한소아청소년정신의학회 이사
- 연세정신건강의학과 원장

## 저서
- 2017년 <고3보다 까칠한 중학생 아들 키우기>: 깊은나무
- 2013년 <아이는 어떻게 성공하는가?>: 베가북스
- 2013년 <아이의 사생활 : 두 번째 이야기>: 지식채널
- 2013년 <잔소리 없이 내 아이 키우기>: 경향에듀(경향미디어)